# Рюмланг
Рюмланг (нім. Rümlang) — громада  в Швейцарії в кантоні Цюрих, округ Дільсдорф.

## Географія
Громада розташована на відстані близько 100 км на північний схід від Берна, 9 км на північ від Цюриха.
Рюмланг має площу 12,4 км², з яких на 29,3% дозволяється будівництво (житлове та будівництво доріг), 46,5% використовуються в сільськогосподарських цілях, 21,4% зайнято лісами, 2,7% не є продуктивними (річки, льодовики або гори).

## Демографія
2019 року в громаді мешкало 8233 особи (+22,4% порівняно з 2010 роком), іноземців було 29,8%. Густота населення становила 663 осіб/км².
За віковим діапазоном населення розподілялося таким чином: 20,9% — особи молодші 20 років, 63,7% — особи у віці 20—64 років, 15,4% — особи у віці 65 років та старші. Було 3536 помешкань (у середньому 2,3 особи в помешканні).
Із загальної кількості 6277 працюючих 100 було зайнятих в первинному секторі, 1869 — в обробній промисловості, 4308 — в галузі послуг.